# Taça 12 de Novembro
A Copa ou Taça 12 de Novembro é o segundo principal torneio timorense de futebol. Foi criada em 2013 e é organizada pela Federação de Futebol de Timor-Leste.
É disputada por clubes da primeira e segunda divisão da Liga Futebol Timor, o campeonato nacional. O torneio utiliza o sistema de eliminatórias a uma mão, similar à Copa do Brasil e à Taça de Portugal.
O nome da competição é devido ao feriado oficial de 12 de novembro no país, o Dia Nacional da Juventude e o Aniversário da Missão de Paz da ONU.

## História
O torneio é uma continuação da Taça Digicel, que foi um campeonato disputado por seleções municipais e que teve apenas duas edições (2010 e 2011). Em 2013, com a dissolução da FFTL pela FIFA, dadas as alegações de corrupção e suborno que pesavam sobre o então presidente Francisco Lay Kalbuadi, o campeonato nacional encontrava-se inativo. Desta maneira, foi criada a Taça 12 de Novembro, inicialmente intermunicipal e depois disputada finalmente por clubes, tendo três edições consecutivas.
Em 2016, com a nova Liga Futebol, o torneio chegou a sua 4ª edição, sendo disputado por clubes das duas divisões do campeonato nacional. O vencedor desta temporada foi a equipa do Ponta Leste, de Díli, que classificou-se para a recém-criada Supertaça Liga Futebol Amadora.
Em 2017, o Atlético Ultramar fez história ao ser a primeira equipa da Segunda Divisão timorense a sagrar-se campeã do torneio. A mesma repetiu o feito em 2018, tornando-se a primeira a levantar a taça por dois anos consecutivos.
Em 2019, o Lalenok United tornou-se a primeira equipa a conquistar na mesma temporada a Taça 12 de Novembro e a Liga Futebol, os dois principais torneios do país. Em 2020, devido à pandemia de COVID-19 e à inatividade do desporto nacional, o torneio ficou em suspenso, tendo sido iniciado apenas no mês de novembro, após a realização da recém-criada Copa FFTL, disputada a partir do mês de agosto, em substituição à liga anual. Neste ano, o Lalenok United sagrou-se bicampeão.
Em 2021 e 2022, a taça não foi realizada, em virtude do espaço no calendário do segundo semestre, reduzido ainda por conta da pandemia, que acabou priorizando a liga nacional. Já em 2023, o torneio enfrentou dificuldades financeiras para a sua realização, ainda em consequência da pandemia.
Em 2024, o torneio ficou pendente por todo o ano, devido a um imbróglio no pleito para o comando da FFTL, retornando apenas em 2025, assim como o campeonato nacional.

## Resultados
| Ano     | Campeão           | Placar      | Vice          | Semifinalistas           |
| ------- | ----------------- | ----------- | ------------- | ------------------------ |
| 2013    | A.D. Dili Leste   | 1:0         | A.D. Manufahi | Baucau e Maliana         |
| 2014    | sem informação    | :           |               |                          |
| 2015    | Aitana            | 3:2         | DIT FC        | sem informação           |
| 2016    | Ponta Leste       | 1:0         | Assalam       | DIT FC e SL Benfica      |
| 2017    | Atlético Ultramar | 7:4         | Carsae FC     | DIT FC e SL Benfica      |
| 2018    | Atlético Ultramar | 3:2         | Assalam       | Ponta Leste e SL Benfica |
| 2019    | Lalenok United    | 3:2         | SL Benfica    | Assalam F.C. e Boavista  |
| 2020    | Lalenok United    | (4) 1:1 (1) | SL Benfica    | DIT FC e Boavista        |
| 2021-24 | não houve         | :           |               |                          |
| 2025    | em breve          | :           |               |                          |

## Títulos por equipe
Informações contabilizadas a partir da edição de 2015, quando o torneio passou a ser disputado por clubes:
| Clube             | Títulos         | Vices           | Semifinais            |
| ----------------- | --------------- | --------------- | --------------------- |
| Atlético Ultramar | 2 (2017 e 2018) | 0               | 0                     |
| Lalenok United    | 2 (2019 e 2020) | 0               | 0                     |
| Ponta Leste       | 1 (2016)        | 0               | 1 (2018)              |
| Aitana            | 1 (2015)        | 0               | 0                     |
| SL Benfica        | 0               | 2 (2019 e 2020) | 3 (2016, 2017 e 2018) |
| Assalam           | 0               | 2 (2016 e 2018) | 1 (2019)              |
| DIT FC            | 0               | 1 (2015)        | 3 (2016, 2017 e 2020) |
| Carsae FC1        | 0               | 1 (2017)        | 2 (2019 e 2020)       |

1 Em 2018, o Carsae FC mudou seu nome para Boavista Timor, tornando-se uma filial do clube português Boavista FC.

## Maiores goleadas
Estas são as maiores goleadas da história da Copa 12 de Novembro, a partir da edição de 2016:
| Nº | Vencedor          | Placar | Derrotado            | Estádio                   | Data           | Ano  |
| -- | ----------------- | ------ | -------------------- | ------------------------- | -------------- | ---- |
| 1  | Lalenok United    | 12–0   | Fitun Estudante      | Estádio Municipal de Díli | 19 de novembro | 2020 |
| 2  | Karketu Dili      | 12–1   | Cacusan              | Campo Democracia          | 28 de setembro | 2018 |
| 3  | Atlético Ultramar | 11–2   | Santa Cruz           | Campo Democracia          | 26 de setembro | 2018 |
| 3  | Cacusan           | 11–2   | Sport Díli e Benfica | Campo Democracia          | 30 de setembro | 2017 |
| 5  | DIT FC            | 10–1   | Kablaki F.C.         | Estádio Municipal de Díli | 26 de agosto   | 2016 |
| 6  | Assalam           | 9–1    | Cacusan              | Estádio Municipal de Díli | 17 de julho    | 2019 |